# Hôtel d'Auterive
El hôtel d'Auterive es un hôtel particulier ubicado en la rue de Beaune, en el 7 distrito de París, Francia.

## Historia
El pintor danés Christoffer Wilhelm Eckersberg vivió allí entre 1810 y 1813.
La fachada a la calle del edificio está catalogada como monumento histórico desde el 25 de octubre de 1958.